# 國立丹麥水族館
國立丹麥水族館，藍色星球（丹麥語：Den Blå Planet, Danmarks Akvarium）是一個位於丹麥哥本哈根的水族館，取代原本位於夏洛滕隆的水族館，該水族館在2012年關閉，大部份物種都轉移到更新，更大的水族館內。新的水族館在2013開幕3月，是北歐最大的水族館。

## 舊水族館
在夏洛滕隆的水族館於1937年興建，在1939年開幕。1974年，水族館擴張至五個大型主題區，及一個生物學博物館，介紹在水族館展覽的物種。1990年，水族館再次擴張。在搬遷前，這水族館有約70個水族箱，總容量達1,000,000公升（220,000英制加侖；260,000美制加侖）。

## 新水族館
位於凱什楚普的藍色星球水族館在2013年開幕，靠近哥本哈根凯斯楚普机场，其外觀從高空看像一個渦流。建築物由3XN設計，為降低能源用量，水族館設有冷卻系統，採用來自厄勒海峡的海水，及採用雙層玻璃設計。水族館佔地12,000 m2（130,000 sq ft），包括建築物本身10,000 m2（110,000 sq ft）佔地和2,000 m2（22,000 sq ft）的室外空間。
開幕首年，水族館接待了約130萬人次訪客，比預期的多出一倍。為降低龐大訪客造成的損耗，及促進公眾教育，當局投入了1,250萬丹麥克朗去翻新和改建水族館。
藍色星球水族館總水容量達7,000,000公升（1,500,000英制加侖；1,800,000美制加侖），劃分五大主題區共53個水族箱。

## 外部連結
- 官方网站